# Alex Faickney Osborn
Alex Faickney Osborn (ur. 24 maja 1888 w Nowym Jorku, Stany Zjednoczone, zm. 4 maja 1966 w Buffalo, USA) – menedżer i twórca metody heurystycznej, zwanej burzą mózgów.
Urodził się w dzielnicy Bronx, Nowego Jorku. Studiował w Hamilton College, w Clinton, w stanie Nowy Jork. Już w czasie studiów współtworzył szkolną gazetę. W późniejszych latach pracował dla Buffalo Times oraz Buffalo Express.
Był menedżerem w E. Remington and Sons w Ilion, w stanie Nowy Jork.
W dużym stopniu przyczynił się do fuzji BDO z George Batten Company w 1928 roku i powstania znanej na całym świecie, nowojorskiej agencji reklamowej – BBDO.
Jest autorem wielu książek, traktujących o metodach kreatywnego myślenia. W 1948 zaprezentował bardzo rozpowszechnioną później metodę heurystyczną, nazwaną burzą mózgów. Technika ta była najpierw przez wiele lat stosowana w BBDO.
W 1954, założył fundację Creative Education Foundation, utrzymywaną z honorariów autorskich. Razem z S. Parnesem rozwinął metodę generowania rozwiązań problemów – Creative Problem Solving Process (znaną jako CPS).